# Sério
Sério là một đô thị thuộc bang Rio Grande do Sul, Brasil. Đô thị này có diện tích 99,721 km², dân số năm 2007 là 2399 người, mật độ 24,06 người/km².